# The Gallerist
Pour plus de détails, voir Fiche technique et Distribution.
The Gallerist est un film américain réalisé par Cathy Yan et dont la sortie est prévue en 2026. 

## Synopsis
À l’occasion d’Art Basel à Miami, un galeriste, prêt à tout pour relancer sa carrière, tente de faire passer un cadavre pour une œuvre d’art contemporaine.

## Distribution
- Natalie Portman
- Jenna Ortega
- Da'Vine Joy Randolph
- Sterling K. Brown
- Zach Galifianakis
- Daniel Brühl
- Charli XCX
- Catherine Zeta-Jones

## Production
Le film est financé par Media Rights Capital.
Le tournage débute le 18 décembre 2024 et s'achève le 6 février 2025,.